# Bill Hoskyns
Henry William Furse Hoskyns, detto Bill (Londra, 19 marzo 1931 – North Perrott, 4 agosto 2013), è stato uno schermidore britannico, vincitore di due medaglie d'argento nella scherma ai giochi olimpici.

## Partecipazioni olimpiche
1. Melbourne 1956
2. Roma 1960  Argento nel spada a squadre
3. Tokyo 1964  Argento nel spada individuale
4. Città del Messico 1968
5. Monaco di Baviera 1972
6. Montréal 1976